# باشگاه فوتبال شهرداری بم
باشگاه فوتبال شهرداری بم یک باشگاه فوتبال ایرانی است که در بم، ایران قرار دارد.

## تیم زنان

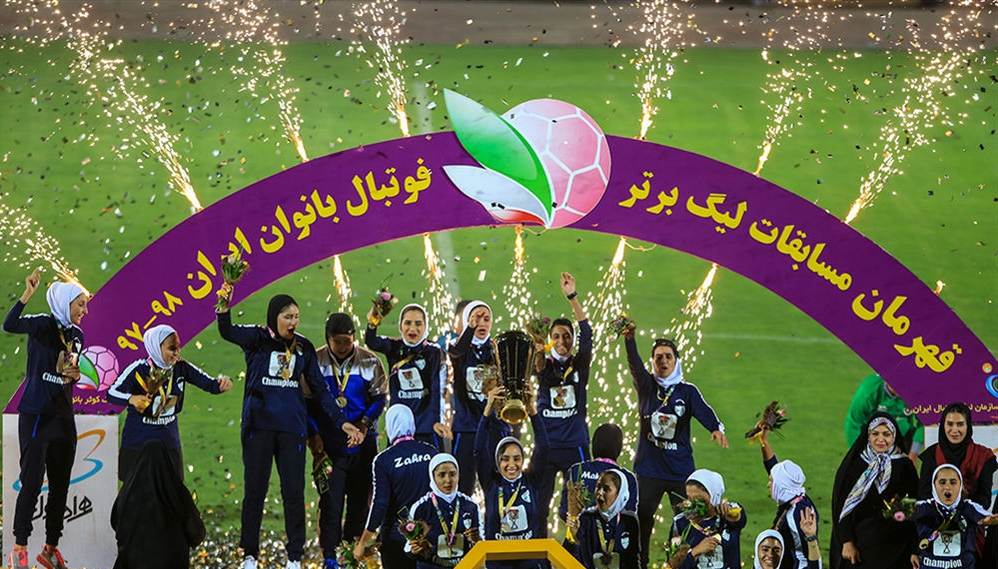
تصویر خوشحالی بازیکنان شهرداری بم قهرمان لیگ ۹۸–۱۳۹۷ پس از بازی پایانی در تیر ۱۳۹۸.

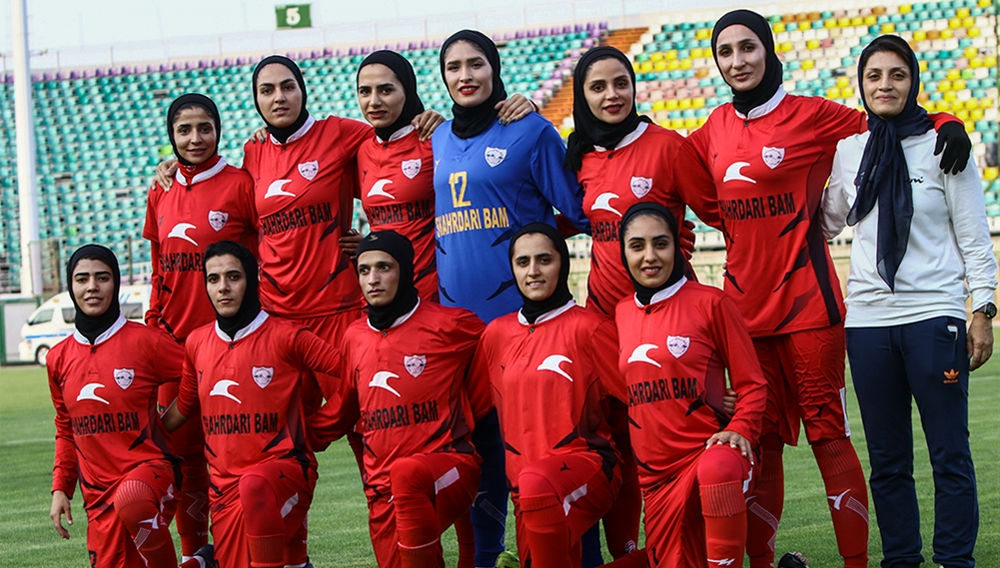
تصویر تیم شهرداری بم قهرمان لیگ ۹۸–۱۳۹۷ پیش از دیدار پایانی مقابل ذوب آهن اصفهان، تیر ۱۳۹۸.

تیم زنان باشگاه فوتبال شهرداری بم با هفت مقام قهرمانی، پرافتخارترین تیم لیگ برتر فوتبال بانوان ایران است. مالکیت این تیم در اردیبهشت ماه ۱۴۰۰ به مجتمع معدنی و فرآوری روی خان‌خاتون بم واگذار شد و نام این تیم رسماً به خاتون بم تغییر یافت.